# Weihai
Weihai (voorheen Weihai Garrison of Port Edward) is een stad in de gelijknamige prefectuur in het oosten van de provincie Shandong in China. In het westen grenst Weihai aan Yantai en in het oosten aan de Gele Zee. 
In 2020 had de stad 1.339.645 inwoners, de gehele prefectuur had 2.906.548 inwoners. Weihai is een belangrijke havenstad en een belangrijk centrum voor de visserij. Van 1898 tot 1930 was het een kolonie van het Groot-Brittannië. De Britten gaven de stad de naam Port Edward.

## Geschiedenis
Tijdens de Qing-dynastie was het een belangrijke marinehaven voor de Beiyang-vloot en werd zwaar verdedigd. In de haven ligt tegenwoordig een replica van de Dingyuan, een Chinees slagschip gebouwd in 1884, met een marinemuseum. 
Tijdens de Eerste Chinees-Japanse Oorlog (1894-1895) kwam de stad in Japanse handen. Het was een van de laatste militaire campagnes in deze oorlog. De stad werd verdedigd door 17.000 Chinese soldaten en een aantal marineschepen in de haven. Op 30 januari 1895 opende het Japanse leger de aanval en op 2 februari was de stad gevallen, maar de Chinese marineschepen gaven zich pas op 12 februari over. Het Japanse leger verliet de stad op 24 mei 1898 nadat alle herstelbetalingen, zoals afgesproken in de Verdrag van Shimonoseki, door China waren voldaan.
Korte tijd later namen de Britten de haven over. In 1897 had het Duitse Keizerrijk Tsingtao, aan de zuidkust van het schiereiland, in handen gekregen. Dit werd een marinehaven. Een jaar later nam Rusland de belangrijke ijsvrije haven Port Artur in en beheerste daarmee de toegang tot de Bohaizee en daarmee de zeeweg naar Peking. De Britse marinebasis Hongkong lag te ver weg en de haven van Weihai lag strategische centraal. Ze huurden de stad en omgeving van het keizerrijk tot 1930. Op het eiland Liugong kreeg de Royal Navy een basis die ze konden gebruiken tot 1940. Om Weihai goed te verdedigen waren hoge uitgaven nodig, maar Groot-Brittannië was niet bereid zoveel geld hieraan uit te geven. Het werd een steunpunt dat ontruimd zou worden bij een oorlogsdreiging. In 1938 vielen de Japanners het gebied weer binnen. De Britten trokken zich grotendeels terug en in 1940 hield de Britse aanwezigheid helemaal op na de inname van het eiland door Japanse troepen.
Op 10 mei 1945 werd de regio officieel onderdeel van de provincie Shandong. Na de communistische machtsovername in 1949 werd de naam gewijzigd van Weihaiwei in Weihai.

## Ligging en klimaat
Weihai ligt in het uiterste noordoosten van de provincie. Het grenst aan drie zijden aan de Gele Zee. De haven van de stad wordt beschermd door het Luigong eiland.
Het kent een vochtig subtropisch klimaat (Köppen: Cwa). De aanwezigheid van de zee heeft een grote invloed, in het voorjaar wordt het minder snel warm en in het najaar minder snel koud in vergelijking tot meer landinwaarts gelegen streken. De winters zijn koud en droog en de zomers nat en warm. Twee derde van de jaarlijkse neerslag (680 mm) valt tussen juni en september. 

## Partnersteden
- Cheltenham (Verenigd Koninkrijk), sinds 1987
- Ube (Japan), sinds 1992
- Yeosu (Zuid-Korea), sinds 1994
- Santa Barbara (Verenigde Staten), sinds 1994
- Sotsji (Rusland), sinds 1996
- Biella (Italië), sinds 1996
- Timaru (Nieuw-Zeeland), sinds 1998
- Brazzaville (Congo-Brazzaville), sinds 2004
- Navapolatsk (Wit-Rusland), sinds 2006
- Sousse (Tunesië), sinds 2007